# جیمز روسو
جیمز روسو (انگلیسی: James Russo؛ زادهٔ ۲۳ آوریل ۱۹۵۳) هنرپیشه اهل ایالات متحده آمریکا است. وی از سال ۱۹۸۱ میلادی تاکنون مشغول فعالیت بوده است.
از فیلم‌هایی که وی در آن نقش داشته است می‌توان به روی عروسک ، دروازه نهم، روزی روزگاری در آمریکا، جنگوی آزادشده، ما فرشته نیستیم، پلیس بورلی هیلز، دنی براسکو، آیداهوی اختصاصی خودم، بوسه پیش از مرگ، دختران بد، دشنه، انتقام یک سرباز، خواهران کامل، ربودن سیناترا، گاو برانکس و راهی به خانه نیست اشاره کرد.